# داستان خسرو با شیرین
«داستان خسرو با شیرین» یکی از داستان‌های شاهنامهٔ فردوسی است که در پایان «پادشاهی خسرو پرویز» آمده‌است. در شاهنامه منبع مکتوبی برای داستان یاد نمی‌شود و فردوسی آن را از شنیده‌های خود یاد می‌کند. بااین‌حال روایت او انطباق زیادی با منابع تاریخی دارد. او در این داستان بیشتر به گزارش بزرگی و شکوه و جنگ‌های خسرو می‌پردازد و کمتر رابطهٔ عاشقانهٔ خسرو و شیرین را بیان می‌کند.

## در حکایت نظامی
نظامی گنجوی نیز این داستان را در کتاب خسرو و شیرین به نظم کشیده‌است.